# 風は海から (岡村孝子の曲)
『風は海から』（かぜはうみから）は、岡村孝子のソロデビュー・シングル。1985年10月19日発売。発売元はファンハウス（現・ソニー・ミュージックレーベルズ）。
1枚目のアルバム『夢の樹』と同時リリースされた。

## 解説
あみんを1983年暮れに解散した後、岡村はソロ・アーティストとして活動するため、改めて上京。本楽曲でソロ・デビューした。表題曲はFM横浜 "風は海から" キャンペーンのテーマ・ソングに使われた。

## 収録曲
1. 風は海から　（4:41）
  - 作詞・作曲：岡村孝子、編曲：萩田光雄

FM横浜 "風は海から" キャンペーンのテーマソング
2. 冷たい雨　（3:52）
  - 作詞・作曲：岡村孝子、編曲：萩田光雄

## 楽曲の収録作品
- 風は海から
  - 夢の樹　（1st アルバム）
  - HISTOIRE
  - DO MY BEST
  - TOY BOX
  - T's BEST season 1
- 風は海から （Remix）
  - After Tone
- 冷たい雨
  - 夢の樹